# Kadri Roshi
Kadri Roshi (ur. 4 stycznia 1924 w Ballshu, zm. 5 lutego 2007 w Tiranie) – albański aktor.

## Życiorys
Był synem adwokata Maksuta i Hadrije. Wcześnie osierocony przez rodziców, zarabiał na życie zajmując się pracą fizyczną. W czasie II wojny światowej działał w ruchu oporu. W początkach 1944 r. aresztowany przez Gestapo, w więzieniu przebywał do wyzwolenia kraju. Po opuszczeniu więzienia zaczął pracę jako portier w kinie Gloria i nadrabiał braki w edukacji. Zafascynowany teatrem podjął się pracy suflera w Teatrze Ludowym w Tiranie. Jego debiut teatralny miał mieć miejsce w 1946 roku – jako sufler zastąpił nieobecnego z powodu choroby aktora, co pozwoliło mu zagrać w sztuce Nikołaja Gogola Rewizor. Jeszcze w tym samym roku zagrał kolejne trzy role. W 1947 r. wyjechał na studia aktorskie do Zagrzebia, ale po zerwaniu współpracy Jugosławii z blokiem komunistycznym, studia kontynuował w Pradze. Wraz z Lazerem Filipim należał do grona pierwszych Albańczyków, którzy odbyli studia aktorskie w uczelniach zagranicznych.
W czasie swojej pięćdziesięcioletniej kariery scenicznej zagrał blisko 150 ról w teatrze i w filmie, w tym role Hamleta, Otella, ale zasłynął przede wszystkim jako odtwórca głównych ról w dramatach rosyjskich. Karierę filmową rozpoczął w 1953 r., podkładając głos do roli kronikarza w filmie Skanderbeg. Pięć lat później zagrał jedną z głównych ról w filmie Tana.
Najczęściej wymieniany w rankingach na najpopularniejszego aktora albańskiego w XX w. W 1961 otrzymał tytuł Zasłużonego Artysty (alb. Artist i Merituar) i Artysty Ludu (Artist i Popullit). W latach 60. był represjonowany, pracował na stanowisku robotniczym w zakładach mechanicznych. W 1999 został uhonorowany przez prezydenta Rexhepa Meidaniego orderem Honor Narodu (alb. Nderi i kombit).
Był wykładowcą sztuki aktorskiej w Instytucie Sztuk w Tiranie. W 1997 roku został wyróżniony na Międzynarodowym Festiwalu Filmowym w Salonikach za rolę w filmie Mirupafshim (reż. Kristos Bukuras), razem z Margaritą Xhepą.
Był żonaty (żona Drita Taho), miał dwoje dzieci (Klitiego i Ermirę). Imieniem Roshiego nazwano jedną z sal w Teatrze Narodowym w Tiranie, kino w Kuçovej, a także ulice w Tiranie, Ballshu i w Durrësie.

## Filmografia
- 1958: Tana jako Lefter Dhosi
- 1959: Furtuna jako Kwestor
- 1971: Malet me blerim mbuluar jako Safa Ymeri
- 1971: Kur zbardhi nje dite jako przewodniczący Rady
- 1976: Fijet qe priten jako Marko Ruvina
- 1976: Lulekuqet mbi mure jako opiekun
- 1976: Perballimi jako Nazif
- 1976: Toka e pergjakur jako młynarz
- 1977: Njeriu me top jako Mere
- 1977: Zemrat, qe nuk plaken jako emeryt
- 1978: Gjeneral gramafoni jako Parondil
- 1979: Balle per balle jako Belul Gjinomadhi
- 1979: Keshilltaret jako przewodniczący Rady
- 1979: Liri a vdekje jako Hysen
- 1980: Deshmoret e monumenteve jako Jani
- 1980: Partizani i vogel Velo jako Braho
- 1983: Apasionata jako Demosteni
- 1984: Fejesa e Blertes jako Uani (śpiew: Lefter Bezho)
- 1985: Dasma e shtyre jako Orash
- 1986: Kur ndahesh nga shoket jako Islam
- 1986: Rrethimi i vogel jako Zenun
- 1987: Rikonstruksioni jako profesor
- 1988: Misioni pertej detit jako listonosz
- 1988: Pesha e kohes jako przewodniczący
- 1990: Vdekja e burrit jako Bon Duka
- 1990: Fletë të bardha jako Xheladin
- 1994: Një ditë nga një jetë jako Thoma
- 1995: Mikres mèrès
- 1996: Kolonel Bunker jako ksiądz
- 1996: Tingujt e harresës
- 1997: Mirupafshim
- 1998: Kaskadori shqiptar
- 2005: Syri magjik